# Marciano della Chiana
Marciano della Chiana é uma comuna italiana da região da Toscana, província de Arezzo, com cerca de 2 757 habitantes. Estende-se por uma área de 23 km², tendo uma densidade populacional de 120 hab/km². Faz fronteira com Arezzo, Castiglion Fiorentino, Foiano della Chiana, Lucignano, Monte San Savino.

## Demografia
| Variação demográfica do município entre 1861 e 2011                               |
|                                                                                   |
| Fonte: Istituto Nazionale di Statistica (ISTAT) - Elaboração gráfica da Wikipedia |